# Николаев (футбольный клуб, Львовская область)
«Никола́ев» (укр. Футбольний клуб «Миколаїв») — украинская любительская футбольная команда из города Николаева Львовской области. Играет в чемпионате области.
В 1997—2002 годах под названием «Цементник-Хорда» команда играла во Второй лиге Украины.

## Прежние названия
- 1952: «Червоный прапор»
- ?: «Цементник»
- 1997—2002: «Цементник-Хорда»
- 2002—2004: «Цементник»
- 2004—2005: «Цементник-Лафарж»
- 2006—н. в.: ФК «Николаев»

## Достижения
- Серебряный призёр Чемпионата Украины - 1952
- Бронзовый призёр второй лиги чемпионата Украины — 1998/99.
- Чемпион Львовской области — 1983, 1986, 1992.
- Серебряный призёр чемпионата Львовской области — 1979, 2013.
- Финалист Мемориала Эрнеста Юста — 2000, 2013.

## История выступлений в чемпионате Украины
| Сезон   | Лига                                              | М                                                 | И                                                 | В                                                 | Н                                                 | П                                                 | МЗ                                                | МП                                                | О                                                 | Кубок                                             |                                                   |
| ------- | ------------------------------------------------- | ------------------------------------------------- | ------------------------------------------------- | ------------------------------------------------- | ------------------------------------------------- | ------------------------------------------------- | ------------------------------------------------- | ------------------------------------------------- | ------------------------------------------------- | ------------------------------------------------- | ------------------------------------------------- |
| 1997/98 | ІІ лига, гр. «A»                                  | 6                                                 | 34                                                | 15                                                | 6                                                 | 13                                                | 34                                                | 34                                                | 51                                                | 1/64 финала                                       |                                                   |
| 1998/99 | ІІ лига, гр. «A»                                  | 3                                                 | 28                                                | 16                                                | 5                                                 | 7                                                 | 31                                                | 24                                                | 53                                                | 1/32 финала                                       |                                                   |
| 1999/00 | ІІ лига, гр. «A»                                  | 4                                                 | 30                                                | 14                                                | 8                                                 | 8                                                 | 38                                                | 24                                                | 50                                                | 1/16 финала кубка Второй лиги                     |                                                   |
| 2000/01 | ІІ лига, гр. «A»                                  | 5                                                 | 30                                                | 16                                                | 3                                                 | 11                                                | 41                                                | 29                                                | 51                                                | 1/8 финала кубка Второй лиги                      |                                                   |
| 2001/02 | ІІ лига, гр. «A»                                  | 19                                                | 36                                                | 5                                                 | 3                                                 | 28                                                | 18                                                | 41                                                | 31                                                | Первый раунд                                      |                                                   |
| 2002    | Клуб продолжил выступления на любительском уровне | Клуб продолжил выступления на любительском уровне | Клуб продолжил выступления на любительском уровне | Клуб продолжил выступления на любительском уровне | Клуб продолжил выступления на любительском уровне | Клуб продолжил выступления на любительском уровне | Клуб продолжил выступления на любительском уровне | Клуб продолжил выступления на любительском уровне | Клуб продолжил выступления на любительском уровне | Клуб продолжил выступления на любительском уровне | Клуб продолжил выступления на любительском уровне |